# Sonny Rollins and the Big Brass
Albums de Sonny Rollins
Freedom Suite
(1958) Sonny Rollins and the Contemporary Leaders
(1958)
Sonny Rollins and the Big Brass est un album du saxophoniste ténor Sonny Rollins sorti en 1958 sur le label Metro Jazz. Sur une partie des titres, Rollins intègre un big band composé notamment de musiciens tels que Nat Adderley, Jimmy Cleveland, ou Roy Haynes, sur deux autres titres il forme un trio avec Henry Grimes et Specs Wright, ainsi qu'un quartet sur quatre titres avec Percy Heath, John Lewis et Connie Kay et même un solo sur le titre Body and Soul. Sur AllMusic, Ken Dryden écrit à propos de l'album « Big Brass est un nom approprié pour cette grande formation arrangée et dirigée par Ernie Wilkins qui accompagne le son colossal de Sonny Rollins », et il mentionne aussi qu'il propose en bonus « la présence sur quatre titres enregistrés au Music Inn avec trois quarts du Modern Jazz Quartet ».

## Titres
|     | Titre                                  | Compositeur                                           | Durée |
| --- | -------------------------------------- | ----------------------------------------------------- | ----- |
| 1.  | Grand Street                           | Sonny Rollins                                         | 6:04  |
| 2.  | Far Out East                           | Ernie Wilkins                                         | 4:31  |
| 3.  | Who Cares?                             | George Gershwin, Ira Gershwin                         | 3:56  |
| 4.  | Love Is a Simple Thing                 | June Carroll, Arthur Siegel                           | 3:01  |
| 5.  | What's My Name?                        | David Saxon, Robert Wells                             | 3:46  |
| 6.  | If You Were the Only Girl in the World | Nat. D. Ayer, Clifford Grey                           | 5:08  |
| 7.  | Manhattan                              | Lorenz Hart, Richard Rodgers                          | 4:28  |
| 8.  | Body and Soul                          | Frank Eyton, Johnny Green, Edward Heyman, Robert Sour | 4:17  |
| 9.  | Doxy                                   | Sonny Rollins                                         | 7:58  |
| 10. | Limehouse Blues                        | Philip Braham, Douglas Furber                         | 6:32  |
| 11. | I'll Follow My Secret Heart            | Noel Coward                                           | 5:31  |
| 12. | You Are Too Beautiful                  | Lorenz Hart, Richard Rodgers                          | 6:07  |
| 13. | Grand Street [mono]                    | Sonny Rollins                                         | 1:09  |
| 14. | Grand Street                           | Sonny Rollins                                         | 1:08  |

Ces titres figurent sur la réédition paru en 1999 chez Verve. Les titres de 1 à 8 et 13 sont parus sur le LP d'origine Sonny Rollins and the Big Brass publié par Metrojazz (SE1002). Les morceaux 9 à 12 proviennent du LP d'origine Sonny Rollins at Music Inn paru chez Metrojazz (SE1011) et enfin le titre 14 est issu du LP For Brass and Trio sorti sur le label Verve (V6-8430).

## Enregistrement
Les morceaux 5 à 8 sont enregistrés le 10 juillet 1958 aux Beltone Studios à New York puis le lendemain les titres 1 à 4 et 13, 14 aux Metropolitan Studios à New York et enfin le 3 aout 1958 pour les titres 9 à 12 au Music Inn situé à Lenox dans l'état du Massachusetts,,.
| Musicien                                  | Instrument      | Titre       |
| ----------------------------------------- | --------------- | ----------- |
| Sonny Rollins                             | saxophone ténor | 1-14        |
| Reunald Jones, Ernie Royal, Clark Terry   | trompette       | 1-4, 13, 14 |
| Billy Byers, Jimmy Cleveland, Frank Rehak | trombone        | 1-4, 13, 14 |
| René Thomas                               | guitare         | 1-4, 13, 14 |
| Dick Katz                                 | piano           | 1-4, 13, 14 |
| Don Butterfield                           | tuba            | 1-4, 13, 14 |
| Nat Adderley                              | cornet à piston | 1-4, 13, 14 |
| Roy Haynes                                | batterie        | 1-4, 13, 14 |
| Henry Grimes                              | contrebasse     | 1-7, 13, 14 |
| Percy Heath                               | contrebasse     | 9-12        |
| John Lewis                                | piano           | 9, 10, 12   |
| Connie Kay                                | batterie        | 9-12        |
| Specs Wright                              | batterie        | 5-7         |